# ديف روبرتس (لاعب كرة قاعدة أمريكي)
ديف روبرتس (بالإنجليزية: Dave Roberts)‏ هو لاعب كرة قاعدة أمريكي، ولد في 11 سبتمبر 1944 في غاليبوليس في الولايات المتحدة، وتوفي في 9 يناير 2009 في Short Gap, West Virginia ‏ في الولايات المتحدة بسبب سرطان الرئة.

## وصلات خارجية
- ديف روبرتس على موقع دوري كرة القاعدة الرئيسي (الإنجليزية)
- ديف روبرتس على موقعبيزبول رفرنس.كوم (الدوري الرئيسي) (الإنجليزية)
- ديف روبرتس على موقعبيزبول رفرنس.كوم (الدوري الثانوي) (الإنجليزية)
- ديف روبرتس على موقع إي إس بي إن.كوم (أم.أل.بي) (الإنجليزية)
- ديف روبرتس على موقع مشجعي الرسوم البيانية (الإنجليزية)